# Jean-Benoît-Vincent Barré
Jean Benoît Vincent Barré (Neuilly, 22 januari 1735 - Seine-Port, 27 januari 1824) was een Frans neo-classicistisch architect. Hij wordt gezien als een van de grondleggers van de Lodewijk XVI-stijl, de eerste fase van het neoclassicisme in Frankrijk.

## Leven
Door de invloed van Mathias de Nettine, bankier aan het Oostenrijks hof, wordt hij aangesteld als ontwerper van het nieuwe Koningsplein in Brussel, voor de kerk van Sint-Jacob-op-Koudenberg en voor de Franse ambassade. De uitvoering op terrein wordt overgelaten aan andere architecten als Barnabé Guimard en Louis Montoyer.
In 1770 wordt Barré in Frankrijk benoemd tot inspecteur voor de gebouwen van het koninklijk buskruit en salpeter. In deze functie bouwt hij zijn meest bekende werk in Frankrijk, het Château du Marais (1772-1779) in Le Val-Saint-Germain, voor Jean Le Maître de La Martinière, schatbewaarder van de Franse artillerie. 

## Realisaties
- Ontwerp van het Koningsplein, lokale aanpassing en toezicht door Barnabé Guimard
- Château du Marais (1772-1779), Le Val-Saint-Germain
- Hôtel Grimod de La Reynière (1775), Parijs
- Kasteel van Montgeoffroy

- Gemeinsame Normdatei: 121442845
- International Standard Name Identifier: 0000 0000 8402 8158
- Système universitaire de documentation: 152080813
- Union List of Artist Names: 500185820
- Virtual International Authority File: 96680182
- WorldCat: E39PBJp64B89K3MjDHmvvm8t8C